# Liu Xin (Moderatorin)

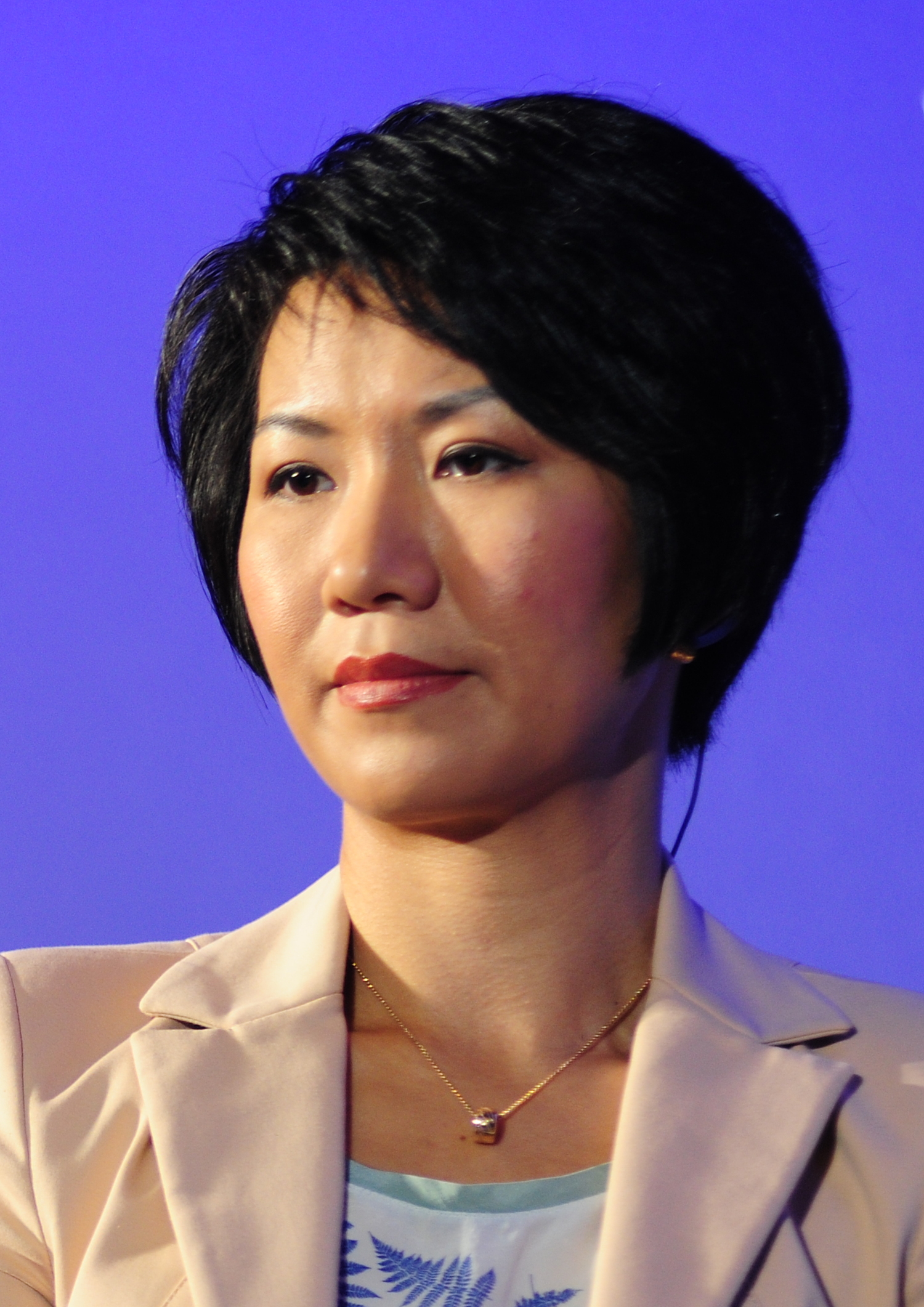
Liu Xin (2016)

Liu Xin (chinesisch 劉欣 / 刘欣, Pinyin Liú Xīn; * 10. November 1975 in Zhenjiang, Jiangsu, Volksrepublik China) ist eine chinesische Fernsehmoderatorin und Journalistin.

## Leben
Liu Xin wurde in Zhenjiang in der Provinz Jiangsu der Volksrepublik China geboren. Von 1993 bis 1997 studierte sie Englische Sprache und Literatur an der Universität Nanjing und beendete ihr Studium mit dem Bachelor of Arts. Im Mai 1995 gewann Liu einen internationalen Wettbewerb für öffentliche Reden, der von der English-Speaking Union (ESU) in London ausgetragen wurde. Nach Abschluss ihres Studiums im Jahr 1997 begann Liu für den Fernsehsender CCTV News, dem Vorläufer von CGTN und ein Kanal von China Central Television (CCTV), zu arbeiten. 2011 war sie Mitgründerin eines Nachrichtenbüros der CCTV in Genf und hielt für fast sechs Jahre die Position des Bureau Chief.
Im Jahr 2017 startete Liu das Programm The Point with Liu Xin, das zum Hauptabendprogramm von CGTN wurde.

## Privates
Liu ist mit einem Deutschen türkischer Herkunft verheiratet. Sie haben zusammen zwei Kinder.